# 金民錫 (ONF)
金民錫（韓語：김민석；1999年8月12日—），韓國前男歌手，ONF前成員，現已退出娛樂圈。

## 演藝生涯
2012年，在Big Hit娛樂當練習生，與防彈少年團成員一起進行訓練，可惜最終因年紀尚輕（13歲），未能出道。
2017年8月3日，以ONF成員出道。
2017年10月29日，參與由YG娛樂投資的《MIXNINE》選秀節目，比賽進行約三個多月，最終排名第7名，預計透過節目出道。可惜YG娛樂最終無法與其他經紀公司取得相同意見，加上節目沒有比預期受到歡迎，於2018年5月3日宣布取消出道計劃。
2019年8月23日，與公司協議解除專屬合約，退出團體，同時亦離開娛樂圈。